# دوست روشنان
دوست روشنان (در الفهرست: حبیب الانوار) یا دوست روشنی‌ها که مانی خود آن را معشوقه روشنی نامیده، نام ایزدبانویی مانوی است که در اسطوره آفرینش مانوی هنگامی که مهرایزد برای نجات هرمزدبغ وارد جهان تاریکی شد دوست روشنان‌کننده صحنه نبرد بود. این ایزدبانو نماد زیبای نور نیز تلقی می‌شده‌ است. او در آن نبرد اسطوره ای شماری از نیروهای تاریکی را به اسارت گرفت. مری بویس اسطوره‌شناس مشهور نقش اصلی دوست روشنان را ناشناخته میداند. در متون قبطی و سریانی او که به پنج نیرو مجهز است در نهایت خود هرمزدبغ را نجات می‌دهد.

## منبع
- اسطوره آفرینش در آیین مانی.دکتر ابوالقاسم اسماعیل پور.نشر کاروان.چاپ سوم.۱۳۸۵